# Occidryas augusta
Occidryas augusta är en fjärilsart som beskrevs av Edwards 1890. Occidryas augusta ingår i släktet Occidryas och familjen praktfjärilar. Inga underarter finns listade i Catalogue of Life.